# ادنه الغبرا (السياني)

تعديل مصدري - تعديل

ادنه الغبرا هي إحدى قرى عزلة الدامغ بمديرية السياني التابعة لمحافظة إب، بلغ تعداد سكانها 100 نسمة حسب تعداد اليمن لعام 2004.